# フォー・ザ・フォーレン

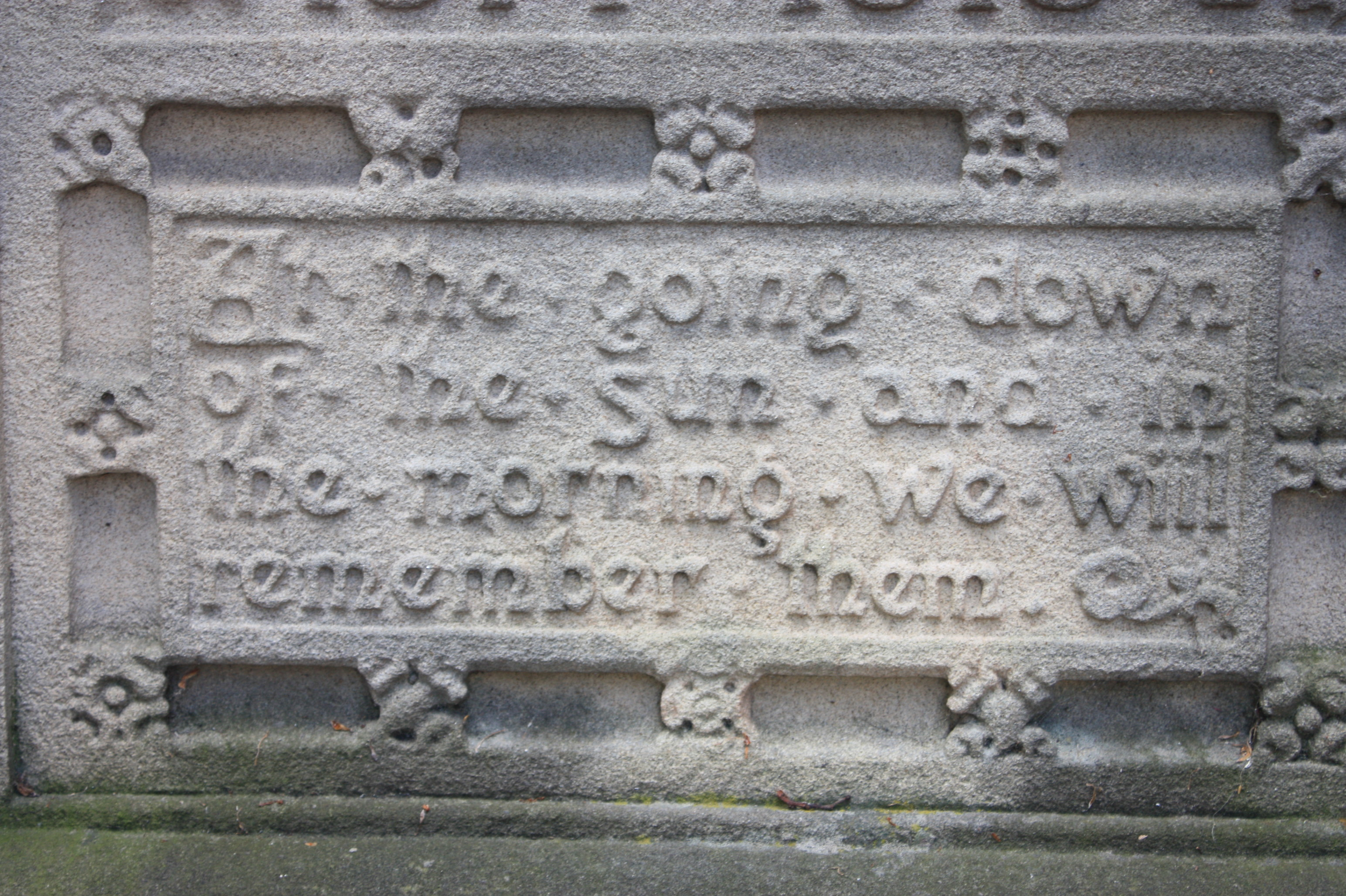
"For the Fallen"の碑文、 inscription on the スターリング戦没者慰霊碑、スコットランド

フォー・ザ・フォーレン (For the Fallen)はローレンス・ビニョンによる詩である。タイムズ誌1914年9月号初出。
後になってこの詩の第3-4連(現在では第4連のみ)がすべての戦没者への讃歌としての座を国を問わず得るようになった。この部分は戦没者追悼記念日の式典でよく朗読される頌歌と認識されていることが多く、"Ode of Remembrance"の語は通例この部分のことを指す。

## 背景

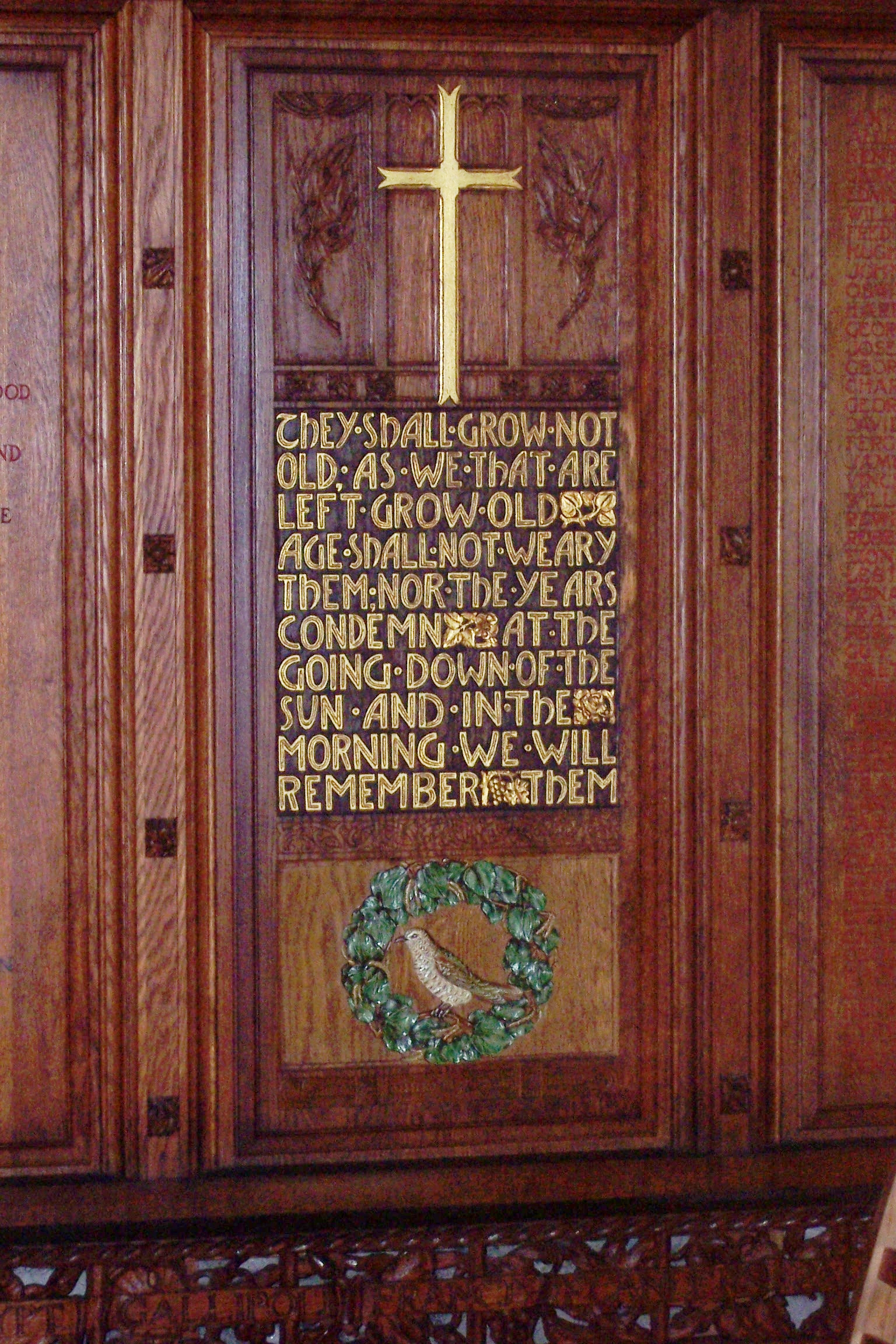
クライストチャーチ大聖堂の戦没者追悼碑。 クライストチャーチ、 ニュージーランド

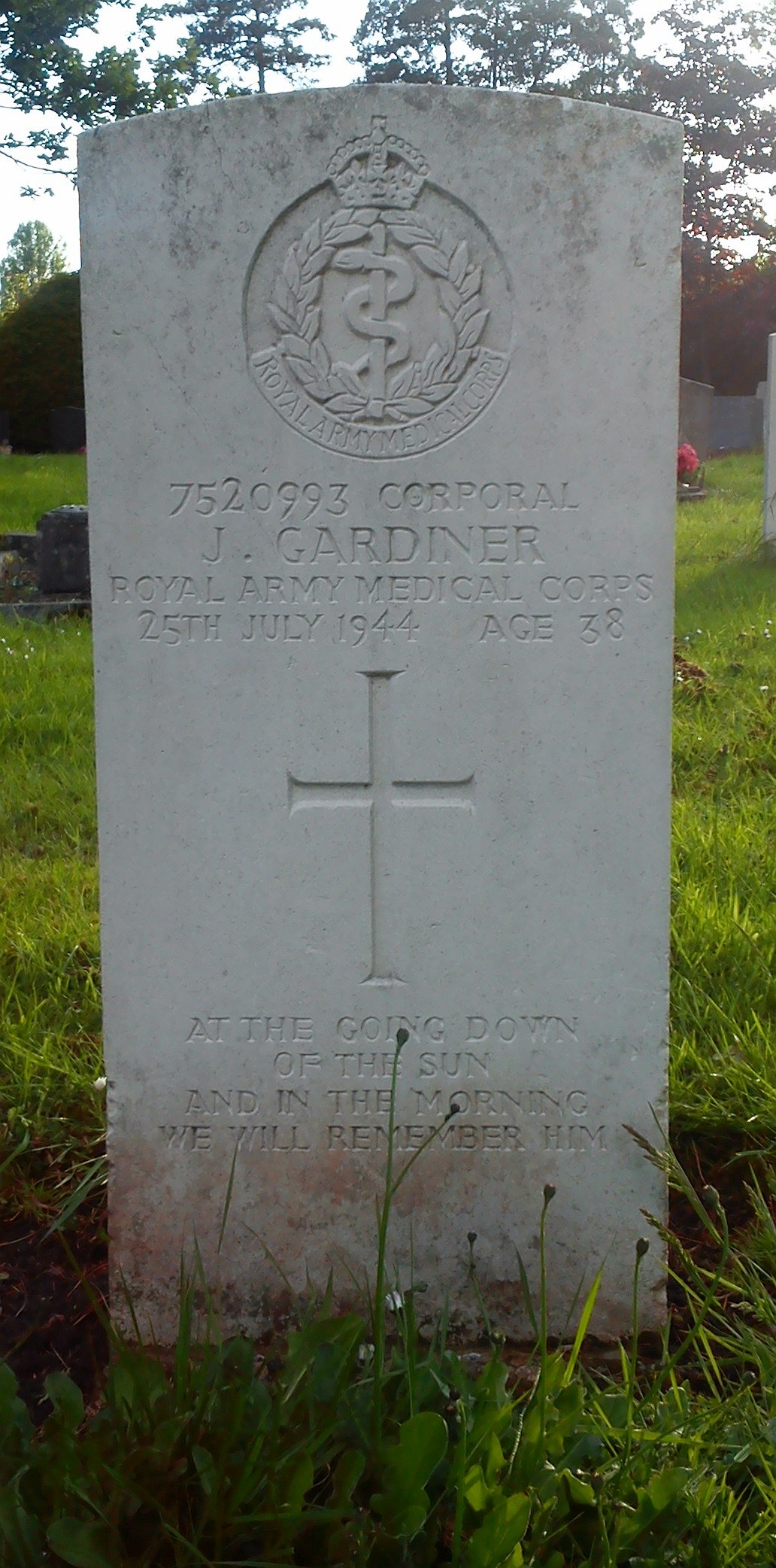
"For The Fallen"の抜粋が彫られているコモンウェルス戦争墓地委員会の暮石

イギリスの詩人ローレンス・ビニョン（1869年8月10日 - 1943年3月10日）は第一次世界大戦の開戦に際し、他の大勢が感じた陶酔感とは対照的な「冷静な」反応を示した人物と評されている。（ただしタイムズ誌が9月18日に掲載したイギリスの参戦を擁護する「作家による声明」にはトーマス・ハーディ、アーサー・コナン・ドイル、H.G.ウェルズを含む他の作家と共に名を連ねている）1914年の開戦から一週間後、ビニョンは最初の戦争詩"The Fourth of August"をタイムズ誌に発表した。

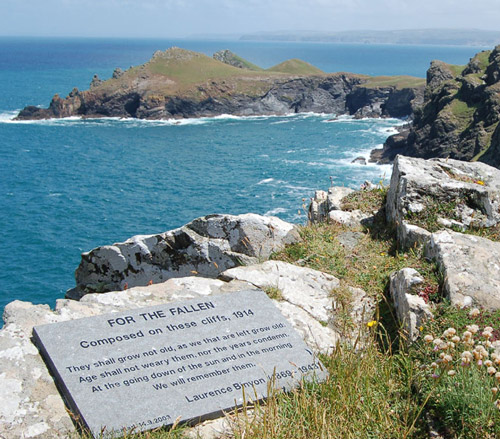
"For The Fallen"の碑、 背後にランプ岬を望む

### 執筆
8月23日、西部戦線におけるイギリスの緒戦において、イギリス海外派遣軍(BEF)はモンスの戦いで損害を被り大撤退 (1914年)に移った。死傷者数が過去のヨーロッパにおける戦争のそれに匹敵したため、戦闘の規模は明かされなかった 。『 フォー・ザ・フォーレン』ではBEFの死傷者の顕彰のために特別に、モンスの戦いからの撤退の直後に書かれた。
ビニョンは北部コーンウォールのペンタイア・ポイントとランプ岬の間の崖の上に座ってこの詩の原型を書いた。これを記念して2001年にその地点に石碑が建立された。碑文は次の通り。
For the Fallen

1914年にこの崖の上で書かれた
北部コーンウォール中部の ポーツレスを見下ろすイースト・クリフにも石碑があり、 ビニョンがこの詩をここで書いたとしている。詩はタイムズ誌の1914年9月21日号に掲載された。

## 詩
| 英語原詩 | 『戰死者を悼ふ』 (日本語訳: 山宮允) |
| --- | --- |
| With proud thanksgiving, a mother for her children, England mourns for her dead across the sea. Flesh of her flesh they were, spirit of her spirit, Fallen in the cause of the free. (1–4)               | 誇らしげなる感謝を以て， 母はその子を, 英國は海の彼方のその死せる兵士を悼ふ。 英國の肉を分かちしもの，英國の精神を享けしものなりき, 自由のために斃れし彼等。                    |
| Solemn the drums thrill: Death august and royal Sings sorrow up into immortal spheres. There is music in the midst of desolation And a glory that shines upon our tears. (5–8)                           | 嚴かに太鼓は鳴り渡る，尊くも華やかなる「死」は 悲の歌を神の國へと歌ひ上ぐ。 寂寞のさ中に樂音あり また吾等の淚の上に輝く榮光あり。                                               |
| They went with songs to the battle, they were young, Straight of limb, true of eye, steady and aglow. They were staunch to the end against odds uncounted, They fell with their faces to the foe. (9–12) | 彼等は歌ひて戰に之きぬ，彼等は年若く， 手足すくよかに，眼たしかに，着實にして意氣に燃えぬ。 彼等は最後まで忠實にまた數知れぬ苦難に堪えぬ。 彼等は敵に面をむけて斃れぬ。         |
| They shall grow not old, as we that are left grow old; Age shall not weary them, nor the years condemn. At the going down of the sun and in the morning We will remember them. (13–16)                   | 彼等は後に殘りしわれらの老ゆるが如く老ゆることなからん。 老齡のために彼等疲憊することなく，年長けて廢頽することなけん。 日の沈む時また明くる時 われら彼等を憶ひ出でん。         |
| They mingle not with their laughing comrades again; They sit no more at familiar tables at home; They have no lot in our labour of the day-time; They sleep beyond England's foam. (17–20)               | 彼等再び戰友の中に混じりて談笑することなけん。 彼等もはや親しき家庭の食卓につくことなけん。 彼等もはやわれらが晝の仕事に加わることなけん── 彼等は英國の泡立つ海の彼方に眠れり。 |
| But where our desires are and our hopes profound, Felt as a well-spring that is hidden from sight, To the innermost heart of their own land they are known As the stars are known to the Night; (21–24)  | されどわれらの欲望をかくる所，われらの念願の存する所， 目に見えぬ泉の水のごとくにきやけく， 彼等の國土の奧處に彼等はしるけし, 夜空に星のしるけき如く。                          |
| As the stars that shall be bright when we are dust, Moving in marches upon the heavenly plain, As the stars that are starry in the time of our darkness, To the end, to the end, they remain. (25–28)    | われらみまからん時天の原進み動きて 輝きてあらむ星の如く， 我世の闇に燦として輝く星のごとく， 常久に， 常久に, 彼等は存せん。                                                    |

### 分析
第1連はこの詩の愛国的な基調を形作る。ビニョンはイギリスを「母」に、イギリス兵を「子」に擬える。この詩は兵士の詩を悼みながらもその死を「自由」の大義により正当化する。詩全体を通じてあらわれる主題である。
第2連における単音節の語のつらなりは「厳かな葬列の太鼓」を響かせる。この連は第1連と同様に「軍隊の栄光」を奉じる。戦争を「音楽」と「栄光」を伴う「厳かな」ものとして描き、死を「天上の音楽」と対比する。
第3連はマルヌ会戦に赴く兵士に言及する。この連は第4連より知られていないが戦没者追悼記念日には時折唱えられる。兵士たちは「手足すくよかに，眼たしか」であり、「数知れぬ苦難」に対しても「最後まで忠実」である 。
第4連は最初に書かれ、この詩で最もよく知られている詩句を含む。原文の"glow not old"は時折"not glow old"と引用されることがある。また"condemn" の語は"contemn"であるべきとする向きもあるが、本詩初出のタイムズ詩1914年9月2日号と後に編まれた詩文選The Winnowing Fan: Poems of the Great War in 1914'では"condemn" の語が用いられている。双方がともに誤植であったとしても、ビニョンがそれを訂正する機会はあった。これはオーストラリアでは問題とされているが、リメンバランス・デーを記念日とする他のイギリス連邦諸国においてはほとんど、あるいはまったく議論されていない。 "Age shall not weary them"で始まる行は（おそらくは無意識に）『アントニーとクレオパトラにおけるイノバーバスによるクレオパトラの描写、"Age cannot wither her, nor custom stale"を踏んでいる。 
第5連ではビニョンは戦死者について触れ、「親しき家庭の食卓」や「談笑する戦友」から永遠に引き裂かれた兵士たちを悼む 。第6連では、兵士たちはその死により一種の「肉体的超越」を果たしたものとして描かれる。 最後に第7連は死せる兵士を、兵士であった名残をとどめて「行進」し続ける星や星座に擬える。この連は死者を大英帝国が与えた兵士としての役割はそのままに追悼する。「帝国、これら永遠の兵士たちと結び付くことにより、自らの一種の不滅性を主張するもの」

## 批評
ローレンス・ビニョンの伝記においてジョン・ハッチャーはこのように記している。
その謹厳さ、優しさ、歎きの深さを鑑みるに、"For the Fallen "は1914年ではなく1918年9月21日の「タイムズ」誌に掲載されるべきものであったかのようだ。この詩が持つ雰囲気は、「タイムズ」誌の戦争報道のものとも当時発表された他の詩のものとも異なっている...他の初期大戦詩がこの戦争の真の規模と本質が国民の意識にゆっくりと浸透してゆくにつれて空々しいものと響いたのに対し、この詩は敗北のたびに、甲斐なき進軍のたびに、多大な犠牲の上に勝ち得る勝利のたびに評価を上げていった。
ハッチャーは「この詩は1918年においては1914年の時点よりも限りなく良い詩となっていた」と結論付ける。大英図書館は「この時代の最も心打たれる有名な挽歌のひとつであり続けている」と評している。

## 使われ方

### 追悼式典および記念碑
"Ode of Remembrance"はANZACの日や戦没者追悼記念日、リメンバランス・サンデーなど、第一次世界大戦を記念する日の追悼式典でいつも唱えられる。"Ode of Remembrance"の暗唱に続いて『ラスト・ポスト』が演奏されることが多い。

#### イギリス/ヨーロッパ
この頌歌はメニン・ゲートにおいては毎晩午後8時に『ラスト・ポスト』の最初の部分に続けて唱えられる。大抵はイギリスの軍人によって読まれる。朗読のあとに1分間の黙祷が続く。この頌歌はまた、毎年5月24日に行われる巡洋戦艦フッドの沈没記念式典の最後に巡洋戦艦フッド協会のメンバーによって朗読される。
2018年には、休戦条約の調印100周年を記念して、"at the going down of the sun... we will remember them."の詩句に倣いイギリス連邦中のカリヨンや教会の鐘を各地の日没時に鳴らす計画が立てられた。
マルタ島のバレッタの戦没者記念像の碑文にもこの詩句が刻まれている。

#### オセアニア
オーストラリアの全豪退役軍人会、ニュージーランドのニュージーランド退役軍人協会では、毎晩午後6時にこの頌歌を読み上げ、続いて1分間の黙祷を行う。これはオーストラリアとニュージーランドのANZACの日におけるドーンサービスにも取り入れられている。オーストラリア戦争記念館のラスト・ポスト・セレモニーにおいてはメニン・ゲートと同様に、オーストラリア国防軍の軍人がこの詩を読み上げ、続いて1分間の黙祷と『ラスト・ポスト』のビューグル吹奏を行う。

#### カナダ
カナダの追悼式典においてはこの頌歌のフランス語訳が英語販とともに、または代えて使われることがある。
カルガリー戦没兵士記念碑にもこの詩は引用されている。

#### "Lest we forget"
ラドヤード・キップリングの詩『退場』（この詩は戦没者の追悼とは何の関係もない）から採られた詩句"Lest we forget"は、特にオーストラリアにおいては、あたかも頌歌の一部であるように付け加えられ、聴衆に復唱される。この句はボーア戦争記念碑のいくつかに刻まれており、大戦前から使用されていたことが分かる。イギリス・オーストラリア・ニュージーランド・シンガポールでは、頌歌の最終行”We will remember them"がこれに呼応して繰り返される。カナダにおいては、上記抜粋部の第2連が"The Act of Remembrance"として知られるようになっており、最終行も繰り返し唱えられる。

### 音楽化
エドワード・エルガーはビニョンの詩3篇（The Fourth of August・To Women・ For the Fallen、詩文選The Winnowing Fanに収録されたもの）を『イングランドの精神、テナーまたはソプラノソロ、コーラスとオーケストラのための（1917）』として編曲している。この 『フォー・ザ・フォーレン』の編曲は作曲家シリル・ルーサムによる1915年の同詩の編曲のあとに発表されたが故にいくつかの論争を巻き起こした。これはどちらの作曲家にも責があることではなく、当初エルガーは作品の撤回を申し出ていたが、文芸評論家のシドニー・コルヴィンとビニョン本人の説得を受け思いとどまった。エルガーが曲を付けたバージョンの詩には第8連が存在する。1920年11月11日にホワイトホールで行われた新しい戦没者慰霊碑の除幕式では、With Proud Thanksgivingと呼ばれるエルガー版『フォー・ザ・フォーレン』の短縮版が歌われた。
"They shall grow not old..." は1971年にダグラス・ゲストにより編曲され、リメンバランス・サンデーにおける合唱礼拝のよく知られた特徴となっている。また、ノッティンガムを拠点に活動する作曲家アレックス・パターソンも2010年にこの詩に曲を付けている。 『フォー・ザ・フォーレン』の詩句に対してはマーク・ブラッチリーも三声合唱・オルガン・トランペット（背後でを「ラスト・ポスト」を演奏する）のために作曲を行なっている。2015年3月にはジル・オルムスによる新たな曲が発表された。

### 文化
- 南アフリカの作家 ステファン・グレイ（英語版）の小説『タイム・オブ・ダークネス（英語版）』のタイトルはこの詩の最後の2行、"As the stars that are starry in the time of our darkness, / To the end, to the end, they remain."からの引用である。
- ポール・ベアラーはレスラーのオーエン・ハートがリングで死亡した翌晩の1999年5月24日夜に放送された追悼番組『ロー・イズ・オーウェン (Raw is Owen)（英語版）』においてこの詩の一部を朗読した[要出典]。
- CDオーディオブック『アーティスツ・ライフルズ (Artists Rifles)』(2004)には『フォー・ザ・フォーレン』のビニョン自身による朗読が収録されている。録音日時は不明で、日本にで78回転レコード盤で発売されたものである。このCDではジークフリード・サスーン（英語版）、エドマンド・ブランデン、ロバート・グレーヴス、エッジェル・リックワード（英語版）を含む他の大戦詩人たちの声をも聞くことができる[32]。
- ロイ・ハーパーのアルバム『ワンス（英語版）』収録楽曲「ベルリナーズ（英語版）」では、歌い出しの歌詞にこの詩の第4連を、戦没者追悼記念日の式典における同節朗読の録音に続けて用いている[要出典]。
- 「……フォー・ビクトリー (...For Victory)」(イギリスのデスメタルバンドボルト・スロワーの同名のアルバム（英語版）収録楽曲)はビニョンの詩の引用を含む。[要出典]
- 『ドクター・フー』のエピソード『ファミリーと永遠の命』の終幕では、牧師が戦没者追悼記念日の式典において高齢の戦争経験者を含む参集者に向けて『フォー・ザ・フォーレン/オード・オブ・リメンバランス』を朗読する[33][34]。
- 第一次世界大戦休戦記念日百周年を記念して制作されたピーター・ジャクソンによる映画のタイトル『彼らは生きていた (They Shall Not Grow Old)』が、ビニョンの詩句"They shall grow not old"のよくある誤った引用を定着させてしまっている。